# Barka (Fluss)
Der Barka (arabisch نهر بركة, im Sudan auch Khor Baraka genannt) ist ein saisonaler Fluss in Eritrea und Sudan. Zu Zeiten der britischen Verwaltung im Sudan wurde der Fluss "Gazelle" genannt, da sich sein Verlauf, bedingt durch die starke Dünenwanderung, ständig ändert.

## Geografie
Der Barka entspringt an den Nordwesthängen des zentralen Hochlands von Eritrea in der Region Gash-Barka. Er fließt nach Norden und vereinigt sich kurz vor der Grenze zum Sudan mit dem Anseba. Andere wichtige Nebenflüsse sind der Mogoraib und der Langeb. Der Barka mündet schließlich in dem stark versandeten Tokardelta nahe der Ortschaft Tokar ins Rote Meer. Die genaue Mündung lässt sich nicht feststellen, da das Delta eine Länge von über 45 und eine Breite von 80 km hat.

## Hydrologie
Der Fluss fließt nur wenige Monate im Jahr. Nur während der Regenzeit in den Sommermonaten erreicht er überhaupt die sudanesische Grenze. Dennoch ist er einer der wichtigsten Wasserspender im Ostsudan (Baraka arb. "Segenskraft"). Er hat einen mittleren Abfluss von 0,8 km³ pro Jahr.